# Фульвіо Балатті
Фульвіо Балатті (італ. Fulvio Balatti, 3 січня 1938 — 28 жовтня 2001) — італійський академічний веслувальник.
Бронзовий призер Олімпійських Ігор 1960 року в складі розпашної четвірки зі стерновим, учасник 1964 року.
Чемпіон Європи 1958, 1961 років у складі вісімки, срібний призер 1963 року в складі розпашної четвірки без стернового, бронзовий призер 1964 року в складі розпашної четвірки без стернового.